# 총부채 상환 비율
총부채 상환 비율(總負債 償還 比率, 영어: debt-to-income ratio 또는 debt income ratio, 간단히 DTI)은 돈을 빌리는 사람이 자신의 소득에 비해 얼마나 많은 원금과 이자를 상환하는가의 비율을 말한다. 총소득에서 부채의 연간 원리금 상환액이 차지하는 비율이다. 금융 부실을 막고 국가 전체의 재무건전성을 높이기 위한 규제수단으로 그 비율과 적용 대상은 정부가 결정한다.
즉 추후 상환 능력을 소득으로 따져 대출 한도를 정하는 것이다. 총부채 상환 비율의 궁극적인 목표는, 무분별한 대출로 빚어지는 문제점들을 사전에 예방하기 위함이다.

## 개요
DTI는 부채에 대한 연간 상환액(원금 상환액+이자 상환액)을 연간 총소득으로 나눈 것으로 계산한다. 예를 들어, 연간 소득이 5000만 원이고 DTI를 40%로 설정할 경우, 은행에서는 총부채의 원금과 이자를 합한 상환액이 1년에 2000만 원을 초과하지 않도록 대출규모를 제한하게 된다.
즉 DTI를 낮출수록 소득대비 빚이 줄어들어 부채를 상환하는 능력이 높아지며, DTI를 높일수록 소득대비 빚이 많아져 부채 상환 능력이 떨어지게 된다.
이 때 금융원에서 DTI를 적용할 때는 근로소득 원천징수영수증이나, 소득금액증명원, 사업소득 원천징수영수증, 연금증서, 급여임금통장 등 공공성이 강한 기관이 발급하는 자료를 통해 연소득을 증빙해야 한다.

## 적용 사례
대한민국에서는 부동산 시장의 과열을 막기 위해 2005년 도입했다. 도입 당시는 투기지역에서만 40%로 적용되었지만 2009년 9월 7일부터는 확대 적용되었다. 은행권 담보대출 금액이 5,000만 원을 넘는 경우 DTI는 강남 3구(강남, 서초, 송파구) 50%, 인천ㆍ경기 60%로 설정되었다. 2007년에는 부동산 투기가 과열됨에 따라, 투기지역과 투기과열지구에 대하여 주택담보대출에 DTI 규제를 확대하였다. 2014년 박근혜 정부의 최경환 경제부총리는 경기 부양을 목적으로 DTI 규제를 완화하는 정책을 추진했다.
문재인 정부 2018년 1월 31일에 시행되는 신총부채상환비율은 현행 60%에서 50%(서민, 실수요자는 60%로 동일)로 10% 낮춰서 실수요가 아닌 가수요 관련된 대출을 줄이는데 일정 부분 역할을 할 예정으로 보인다. 
< 총부채상환비율(DTI) 계산법 : (해당 주택담보대출의 연간 원리금 상환액+기타 부채의 연간 이자 상환액)/연소득*100 >

## 장·단점
만일 DTI가 없이 금융기관에서 무제한 대출을 늘리면 부채 상환 능력이 떨어져 결국 원금은 물론 이자 상환이 불가능해지게 된다. 따라서 이러한 종류의 대출규제가 없으면 금융기관의 파산과 사회 전체의 금융위기로 이어질 수 있다.
단점으로는, DTI에 의한 대출 규제는 소득을 적게 신고한 자영업자 또는 재산이 있어 상환능력은 있지만 정기적인 소득이 없는 은퇴자의 경우 불리하게 적용될 수 있다. 즉 DTI만을 기준으로 대출을 제한하면 상환능력이 있는 사람들마저 돈을 빌리지 못해 돈의 유통이 줄어들어 경기가 위축될 우려가 있다.

## 참고 문헌
- 시사상식사전, 박문각
- 두산대백과사전

## 같이 보기
- 담보인정비율(LTV)